# By the Sun's Rays
Pour plus de détails, voir Fiche technique et Distribution.
By the Sun's Rays est un western d'action réalisé par Charles Giblyn. Il est sorti le 22 juillet 1914. Il s'agit d'un des tout premiers films de Lon Chaney et d'Universal Pictures.

## Synopsis
Au Far West, des hors-la-loi attaquent un village. Un détective et son compagnon enquêtent sur ce problème, mais les hors-la lois l'ont vu et le poursuivent lui et son ami.

## Fiche technique
- Réalisation : Charles Giblyn

### Distribution
- Murdock MacQuarrie: Le détective John Murdock
- Lon Chaney: Frank Lawler
- Seymour Hastings: John Davis
- Agnes Vernon: La fille de Davis, Dora Davis
- Richard Rosson: Un des bandits qui attaquent le village

## Autour du film
Parmi les westerns réalisés à Hollywood, By the Sun's Rays est le premier d'Universal Pictures. On peut savoir que le film vient de la compagnie d'Universal Pictures même si les logos n'existaient pas à l'époque. On mettait des sortes d'images noires avec des lignes blanches autour, en haut et en bas, et on laissait des espaces pour mettre Universal Pictures.